# Ten Reuken-park
A Ten Reuken-park Brüsszel fővárosi régió területén, annak Auderghem és Watermael-Boitsfort kerületei határán található, a boulevard du Souverain (holland nyelven Vorstlaan) mentén. A 20. század elején alakították ki a Woluwe folyócska felső szakaszának völgyében létrejött kis tó körül. A terület régebben a Soignes-i erdő része volt, és a parkot ma is csak néhány házsor választja el az erdőség szélétől. A park elnevezése egy régi, ma már nem használatos flamand nyelvű erdészeti kifejezésből származik.

## Története
A parkot 1901-ben kezdték megformálni, amikor II. Lipót belga király nagy városrendezési elképzelései jegyében megkezdték a boulevard du Souverain/Vorstlaan kiépítését, az utat és a parkot egyaránt J. Christophe tervei alapján. A új út mentén rendezték a Woluwe patak felső szakaszát, a kiszélesedő mederben tavat alakítottak ki, azt pázsittal vették körül, különleges fákat és bokrokat ültettek.

## Leírása
A hagyományos tájképi park területének kétharmadát a Woluwe patakból felduzzasztott kis tó teszi ki. A tavat kanyargós sétaút veszi körül. Az ültetett pázsitban bokorcsoportok, különleges fák díszlenek. A pázsitban modern elveknek megfelelően egyes részeket már nem nyírnak, hanem természetes állapotukban hagynak – és erre táblák hívják fel a figyelmet. Néhány elöregedett, de még élő fát meghagytak a földre, illetve a tó vizébe dőlve. A tavacska partját a legtöbb helyen deszkával kellett megszilárdítani, hogy a víz a talajjal ne mosódjon össze, a tó ne mocsarasodjon el. A Woluwe a tó déli részén lép be, itt –  egy régi vízimalom helyén - kis mesterséges vízesést, csobogót alakítottak ki terméskőből. Nem messze egy kis szigetet hoztak létre a vízimadarak fészkelőhelyeként.
A tó népszerű a hajómodellezők körében, akik nagyobb versenyeket is rendeznek kis vitorlás hajóik számára. A parkot bekapcsolták a Zöld sétány nevű, egész Brüsszelt körülvevő, gyalogosok és kerékpárosok számára egyaránt ajánlott túraútvonalba.

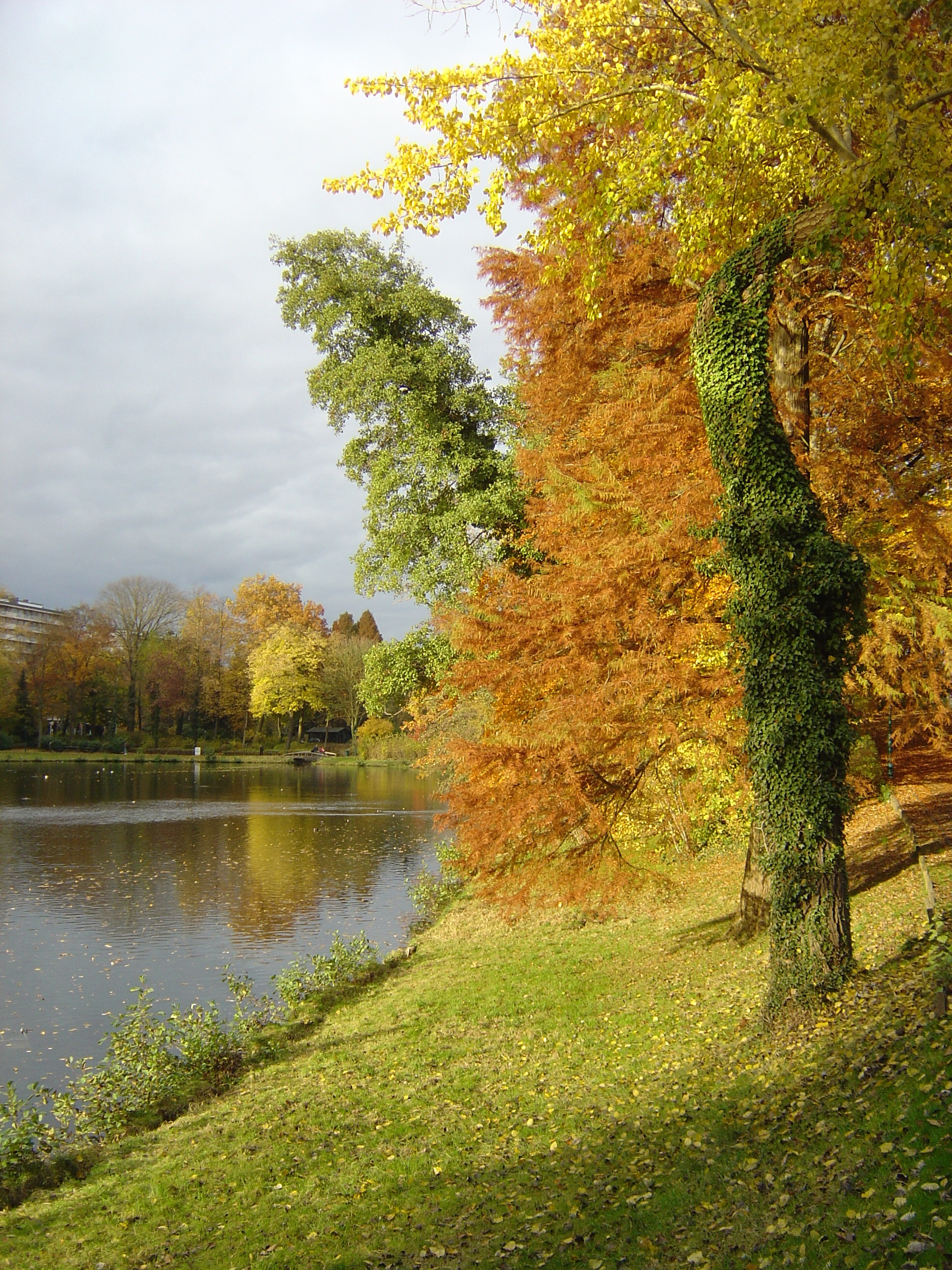
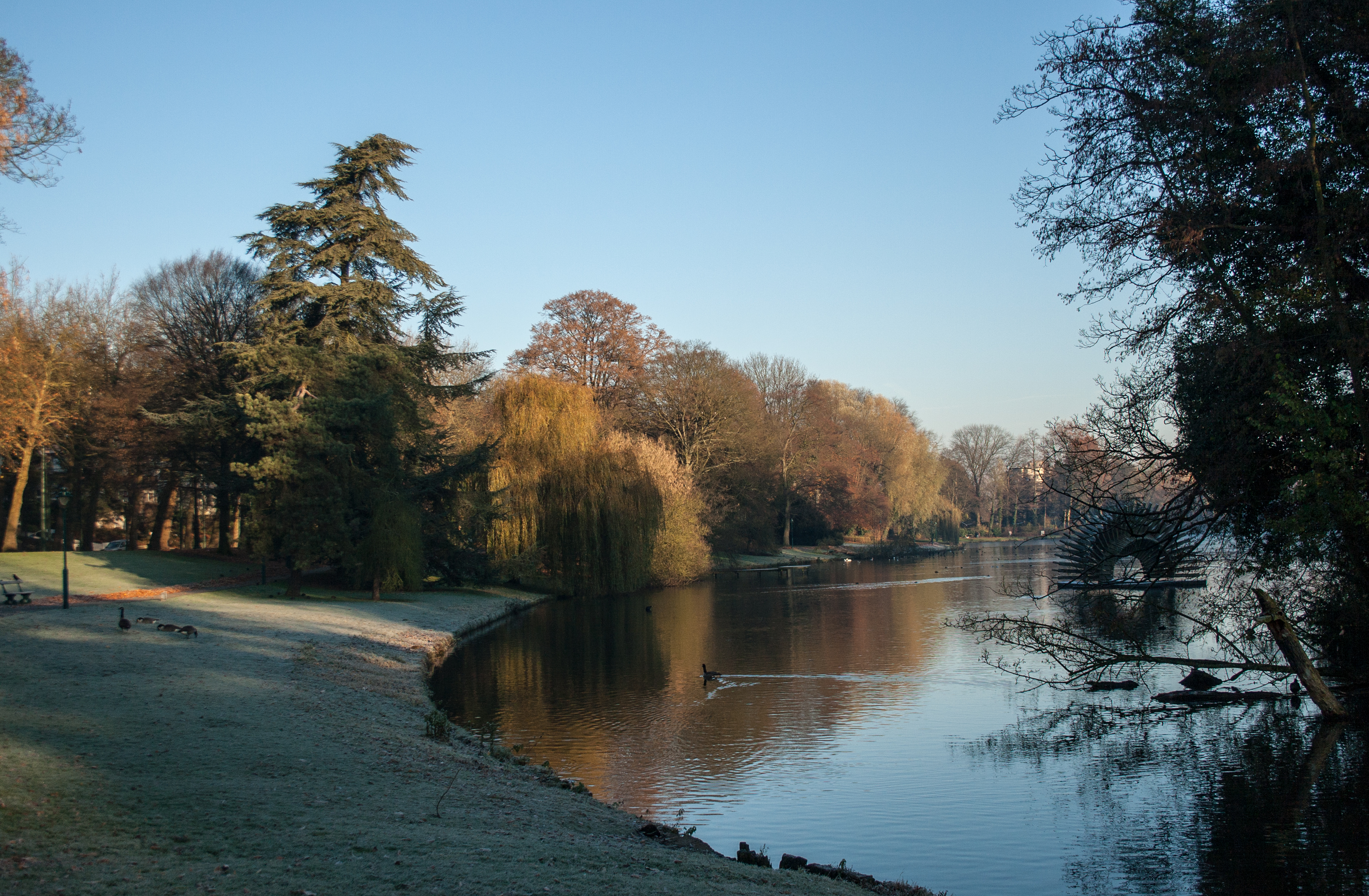
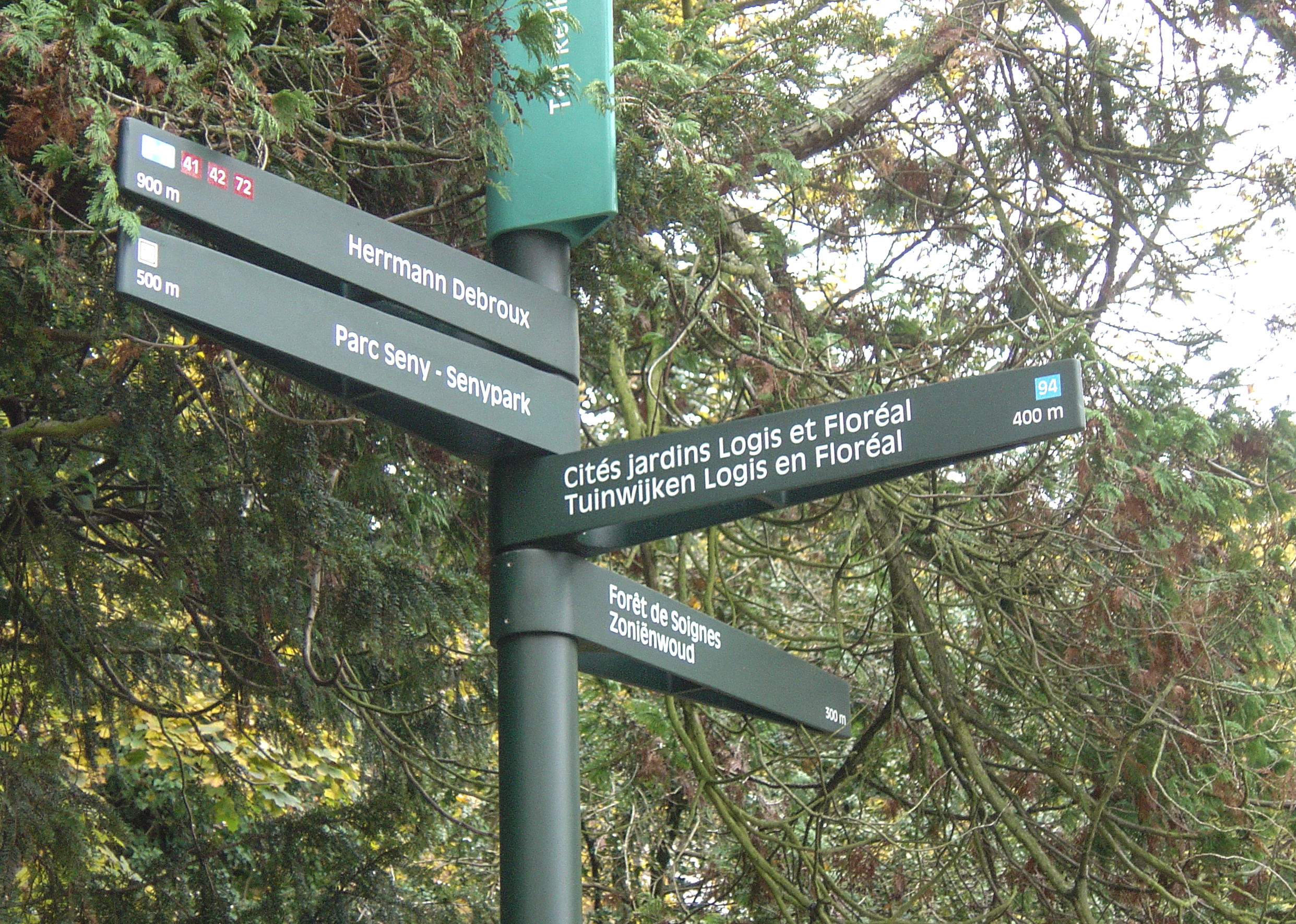

## Flóra és fauna
A tóban és környékén számos vízimadár él, köztük a bütykös hattyú, nílusi lúd, szürke gém, tőkés réce, vízityúk és mások. Az egyik öreg cédruson más sok éve spontán módon megtelepedett, nagy, gömbszerű közös fészkekben, a barátpapagájok kiterjedt kolóniája, mint számos más helyen is Brüsszelben. A Belgiumban azonosított 18 denevérfaj közül 16-ot megfigyeltek már a tó partján; esténként jól látható, amint a víz felett vadásznak a rovarokra.
A növényvilágot a pázsitban élő margaréták és sokféle más virág, mint például a kőtörőfű színesítik. A fák között is sok ritka, szép példány él itt, köztük amerikai mocsárciprus, libanoni cédrus, ezüst juhar, tulipánfa. A parknak a boulevard de Souverain felőli oldalát gazdag, sokszínű rododendron-bokrok szegélyezik.

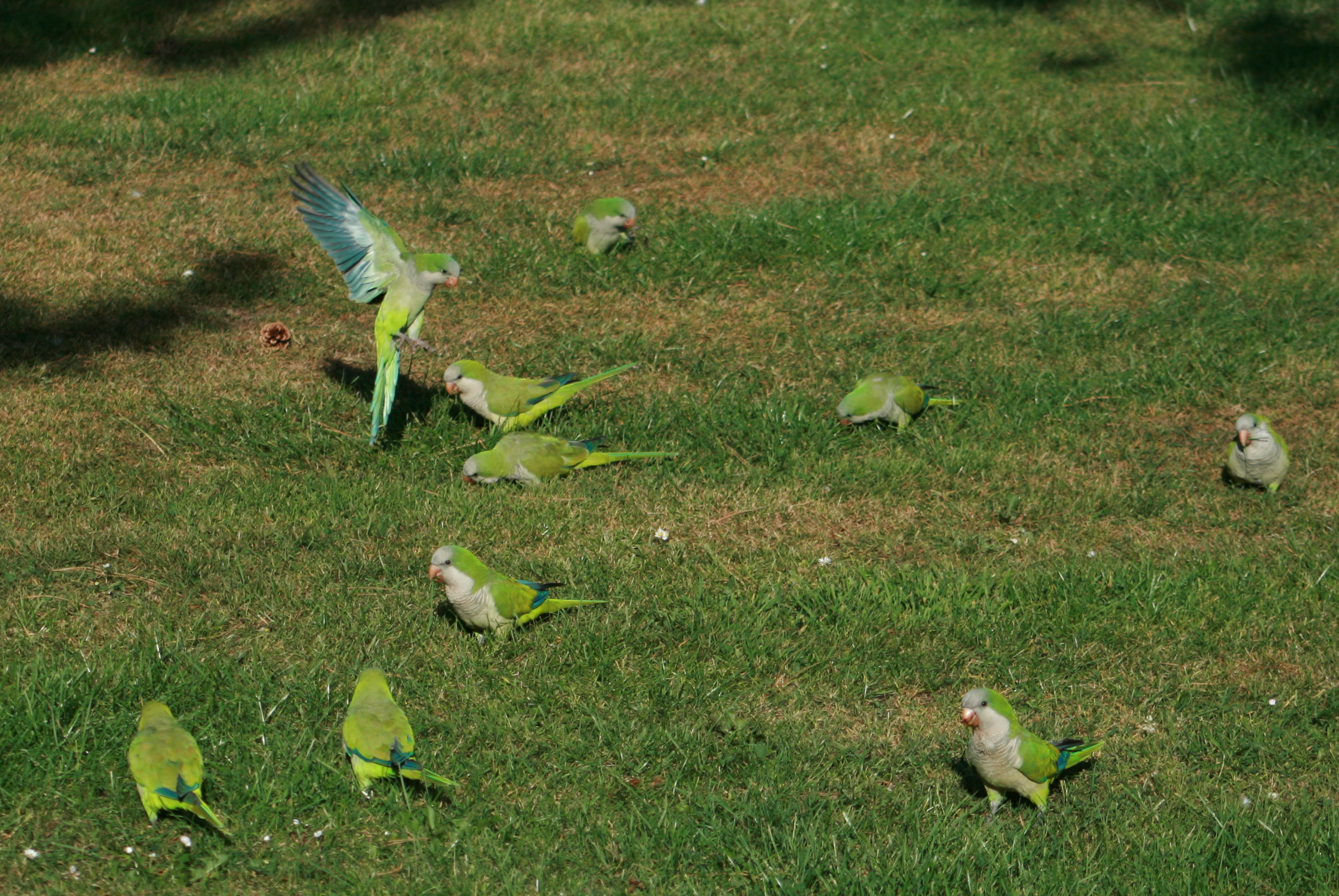
Barátpapagájok a Ten Reuken park pázsitján
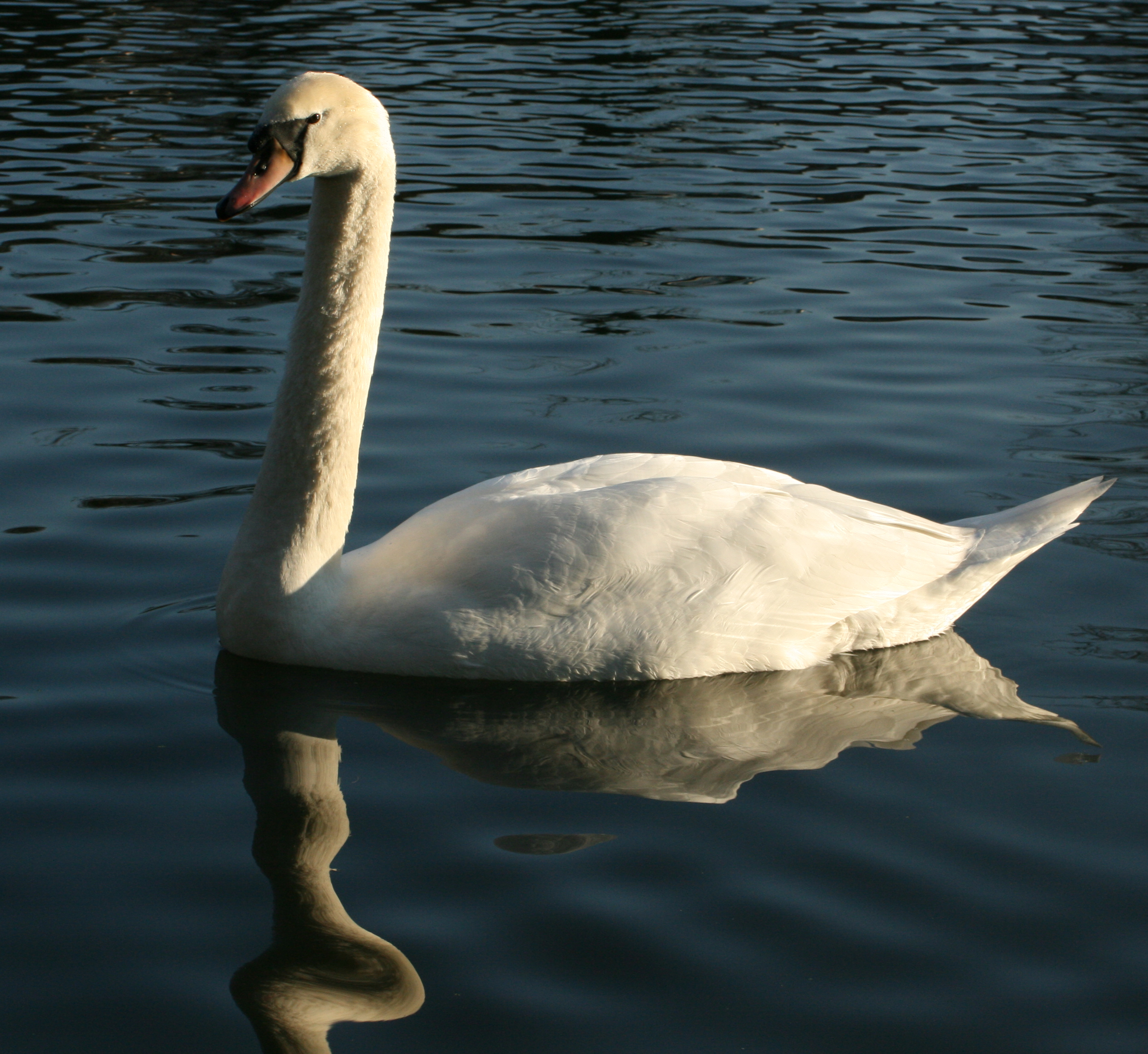
Bütykös hattyú
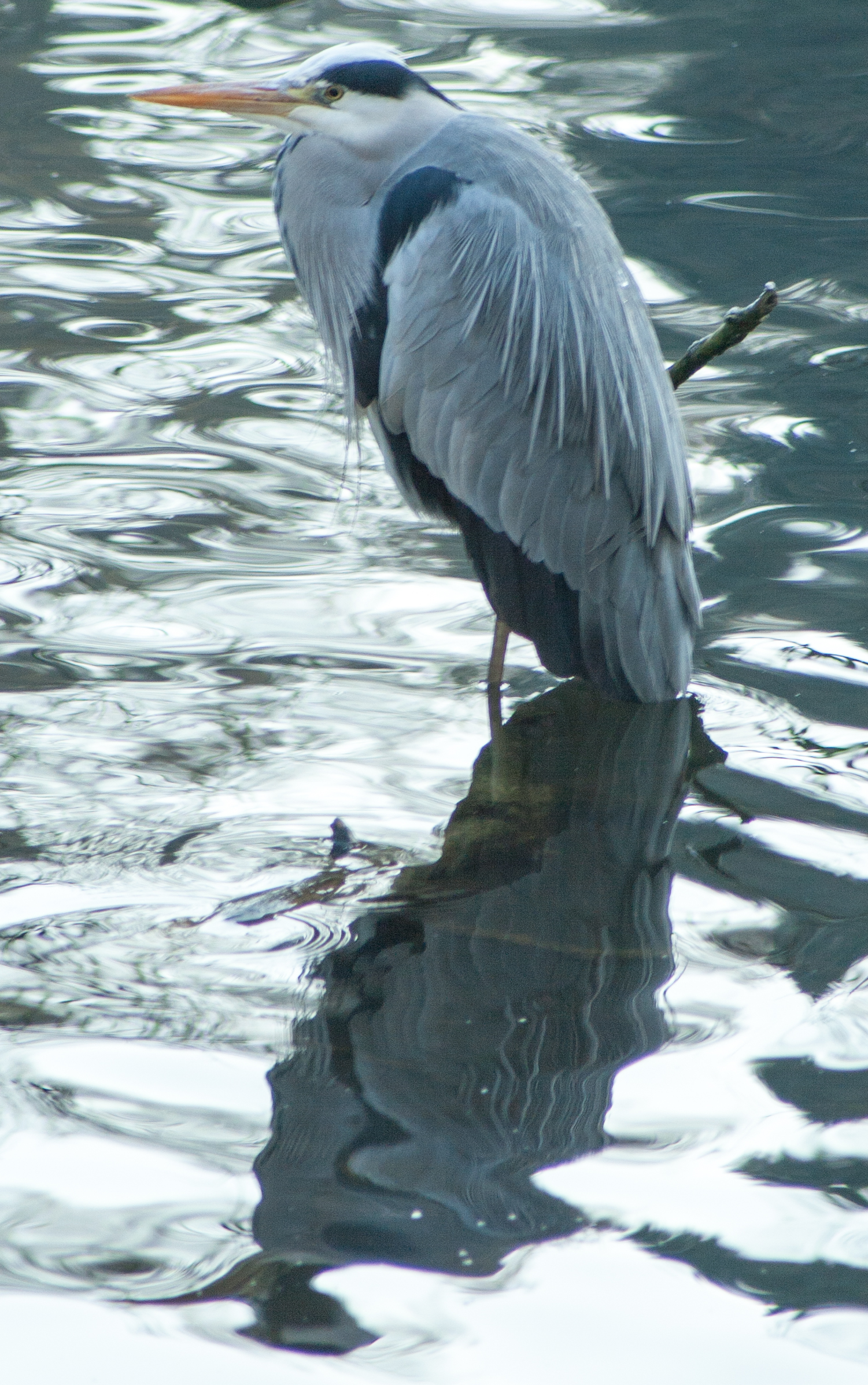
Szürke gém a tóban, behúzott nyakkal
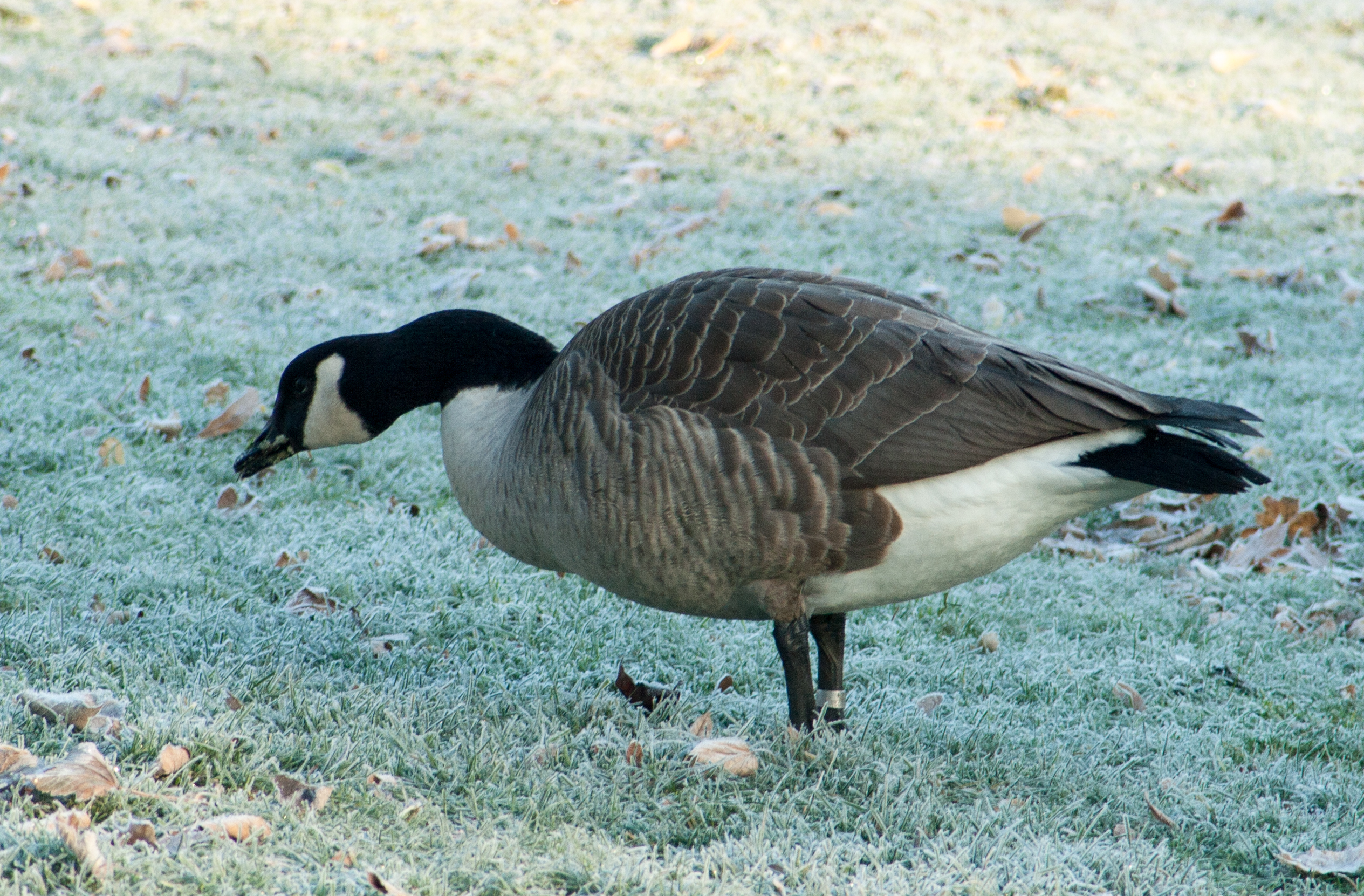
Nílusi lúd a deres pázsiton
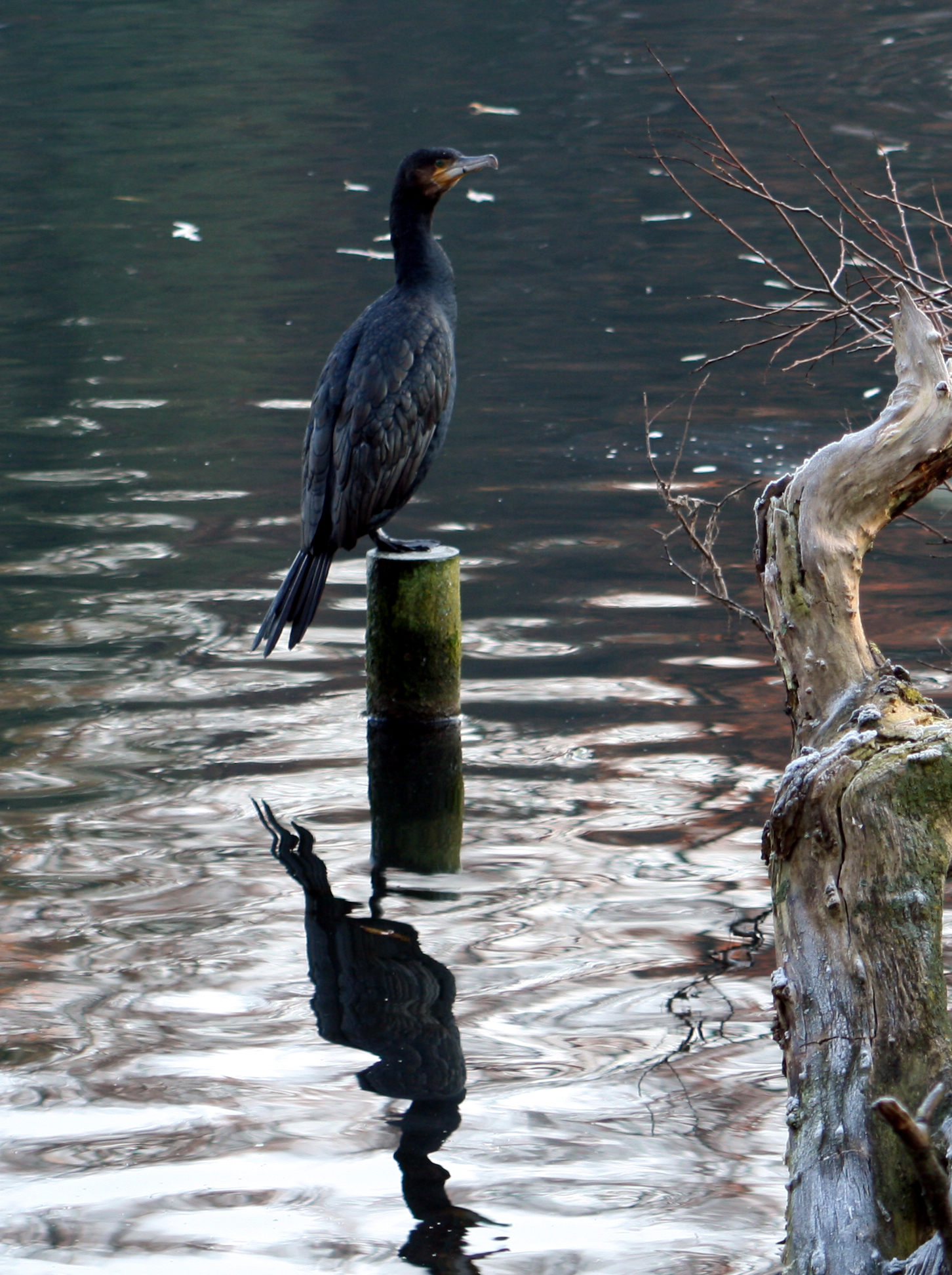
Kárókatona

## Seny-park
A Ten Reuken-parkhoz északról a Seny-park csatlakozik. Erre folyik tovább a Woluwe, és medre mentén 3,12 hektáron pázsittal, sétányokkal, különleges fákkal és bokrokkal egy minden évszakban kedvelt parkot alakítottak ki, ami különösen a környék kutyásai körében népszerű. Ettől északra a Woluwe már a házak között folyik tovább a Herrmann-Debroux metróállomás irányába.

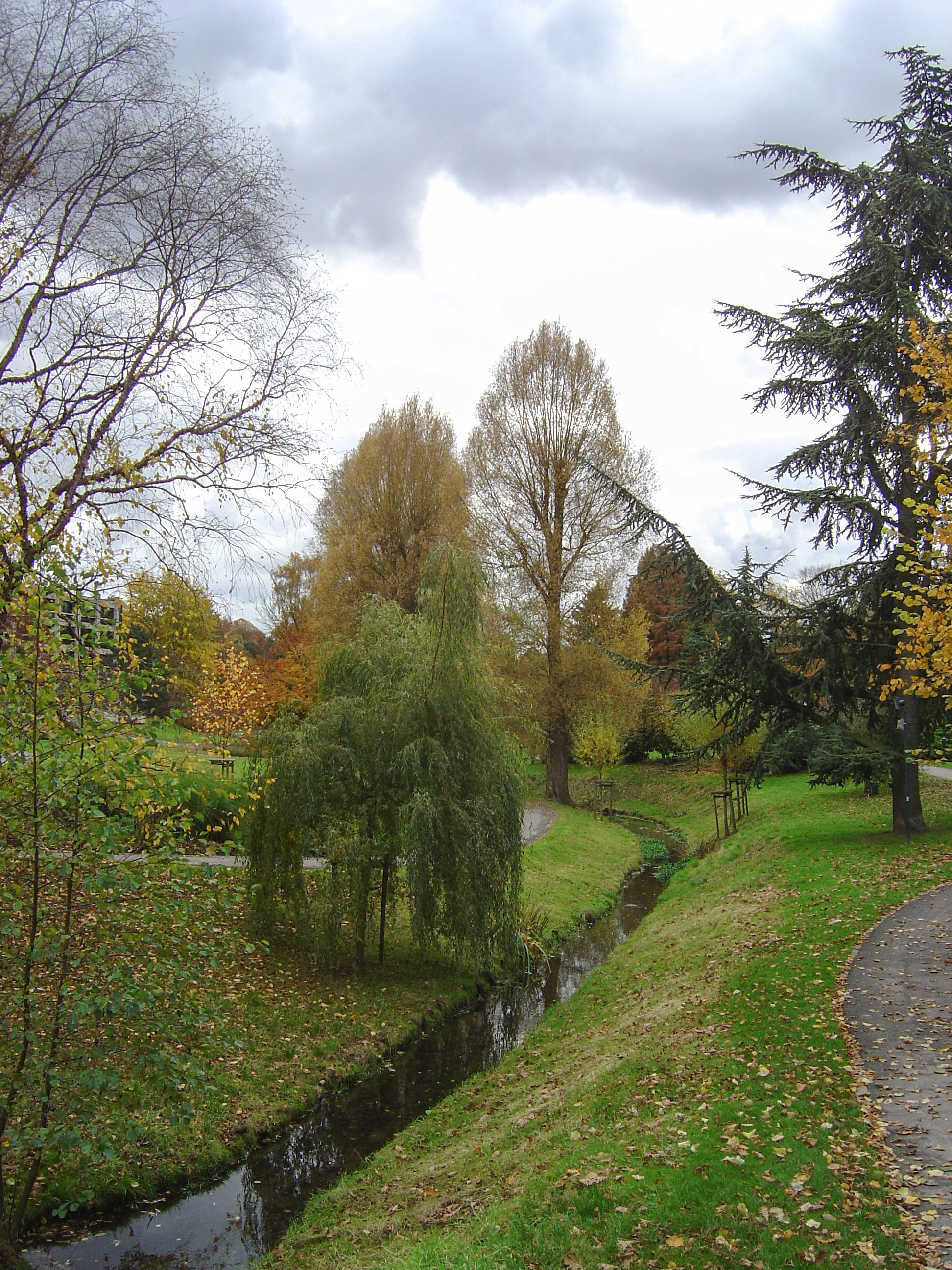
A Seny-park részlete a Woluwe patakkal
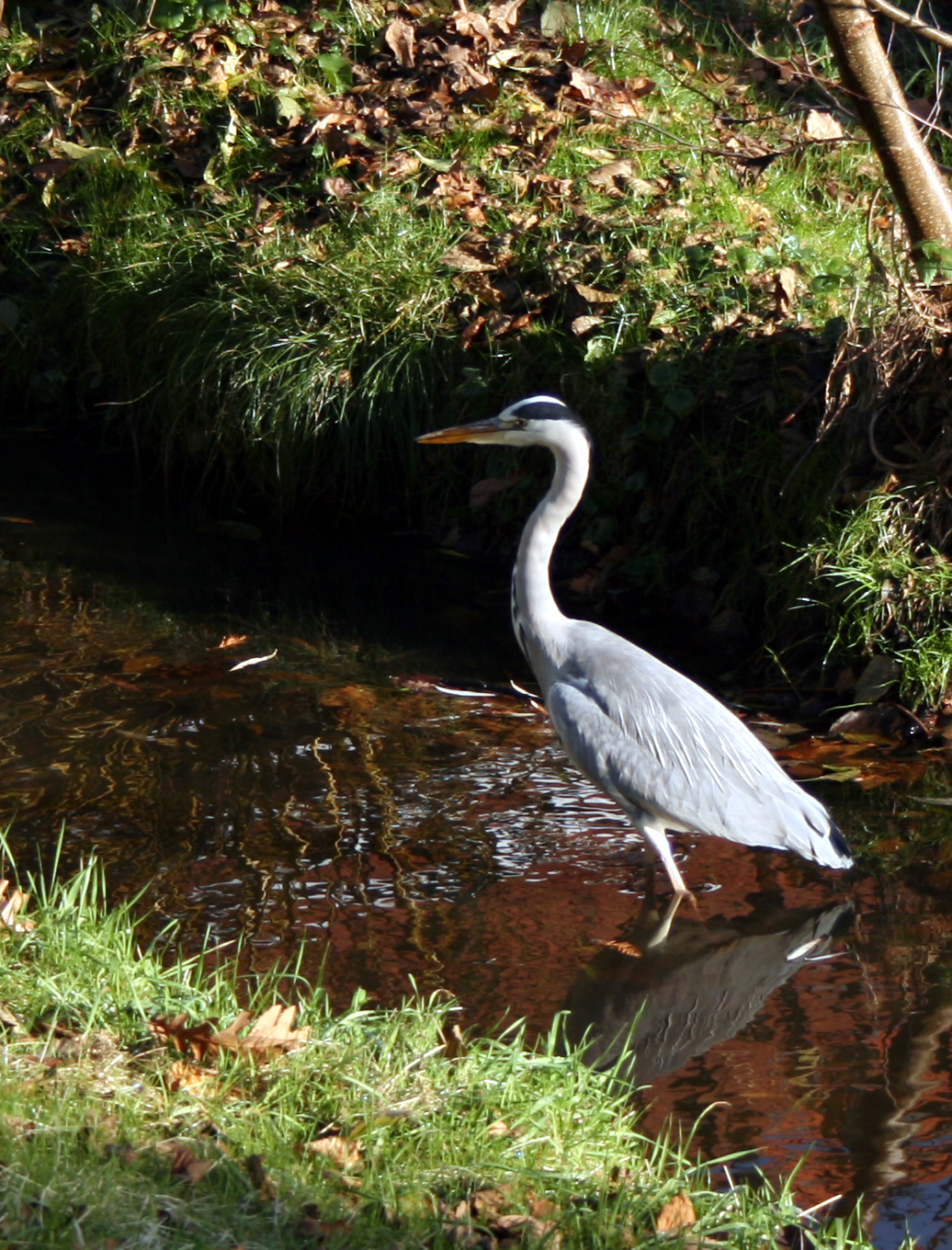
Szürke gém a Seny-parkban, a Woluwe vizében
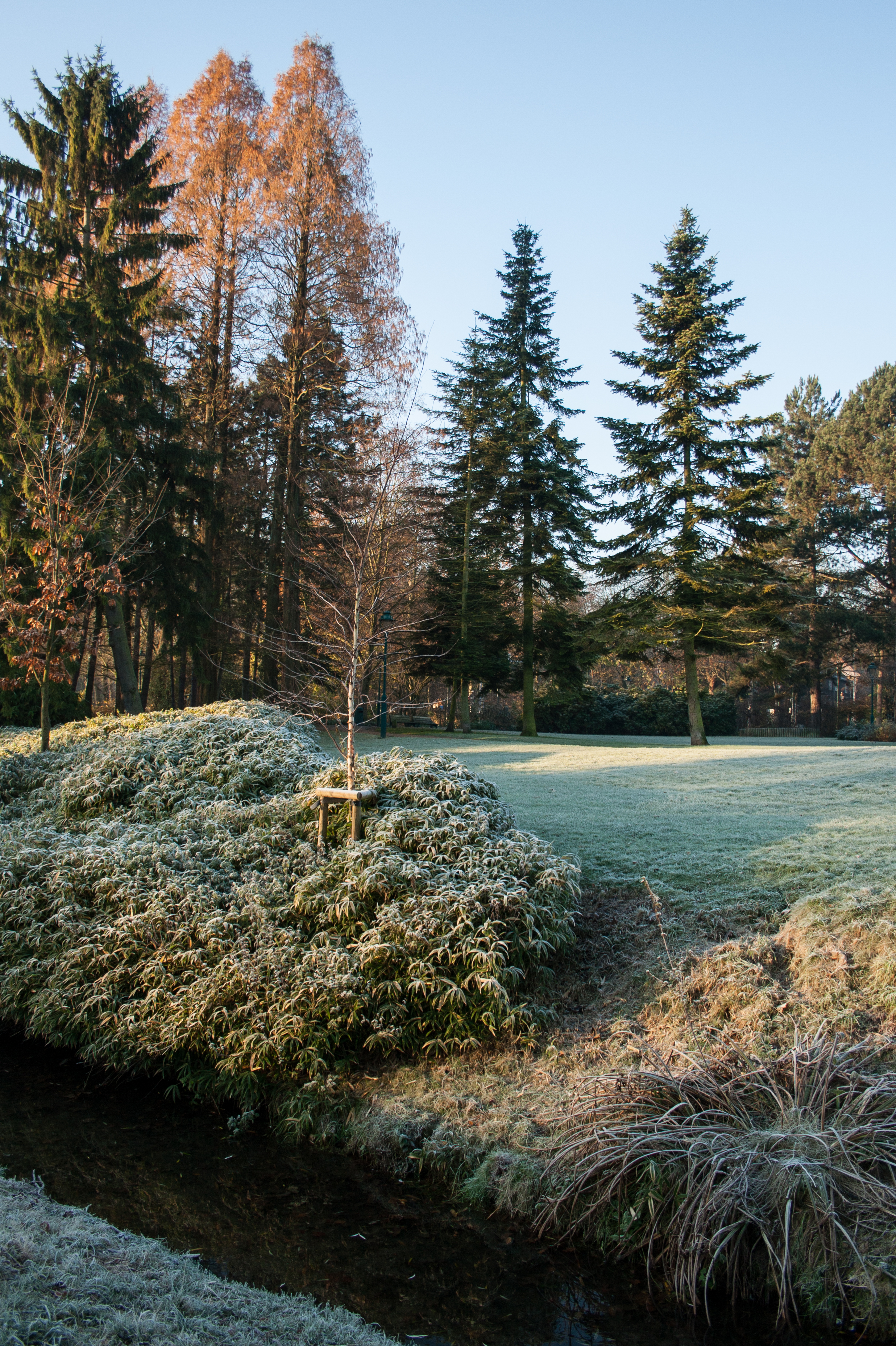
A Seny-park deres reggeli fényben